# Maynard James Keenan
Maynard James Keenan, född James Herbert Keenan den 17 april 1964 i Ravenna, Ohio, är en amerikansk rocksångare, låtskrivare, musiker, producent, vinproducent och skådespelare. Han är känd från banden Tool, A Perfect Circle och Puscifer. Han har en son född 1995 och en dotter född 2014.
Keenan äger för närvarande Merkin Vineyards och den tillhörande vingården Caduceus Cellars, som ligger i delstaten Arizona där han bor.

## Diskografi
Med TexA.N.S.
- Live at Sons and Daughters Hall (1986)
- Never Again (1986)

Med Children of the Anachronistic Dynasty
- Fingernails (1986)
- Peace Day (1987)
- Dog.House (1987)

Med Tool
- Opiate (1992)
- Undertow (1993)
- Ænima (1996)
- Lateralus (2001)
- 10,000 Days (2006)
- Fear Inoculum (2019)

Med A Perfect Circle
- Mer de Noms (2000)
- Thirteenth Step (2003)
- eMOTIVe (2004)
- aMOTION (2004)
- Eat the Elephant (2018)

Som Puscifer
- "V" Is for Vagina (2007)
- Conditions of My Parole (2011)
- Money Shot (2015)
- Existential Reckoning (2020)